# Wedge Tomb von Loughry

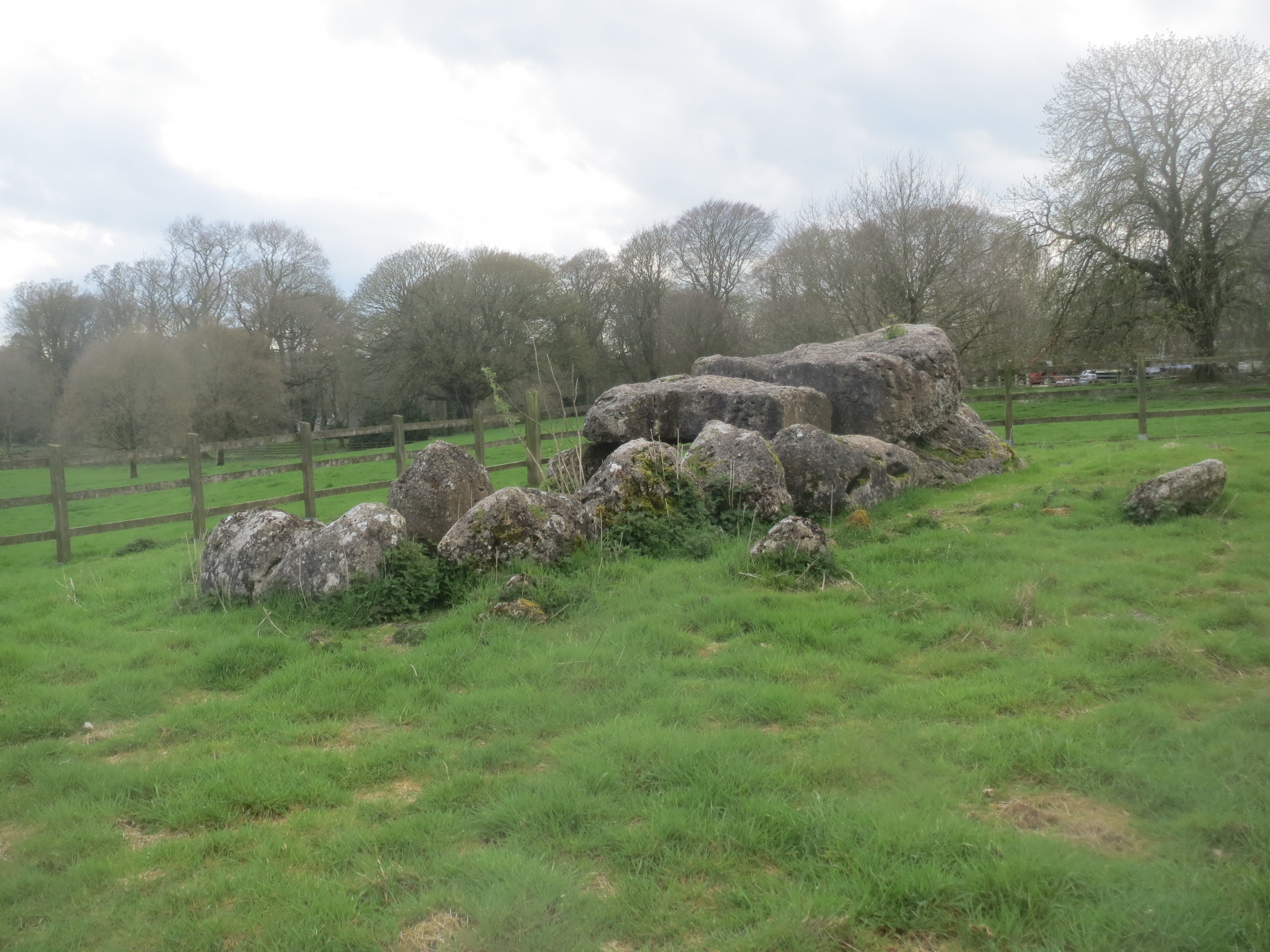
Loughry Wedge Tomb

Das Wedge Tomb von Loughry liegt auf einem Drumlin auf dem Gelände des Loughry College, südlich von Cookstown im Townland Loughry (irisch Luachra) im County Tyrone in Nordirland. Wedge Tombs (deutsch: Keilgräber), früher auch „wedge-shaped gallery grave“ genannt, sind doppelwandige, ganglose, mehrheitlich ungegliederte Megalithanlagen der späten Jungsteinzeit und der frühen Bronzezeit.
Vom Cairn fehlt jede Spur. Das 7,6 m lange und 1,5 m breite Wedge Tomb besteht überwiegend aus den erhaltenen, großen Kalksteinblöcken. Sie bilden eine rechteckige Kammer aus elf Tragsteinen. Drei Steine am Westende bilden die Fassade. Am Ostende befindet sich der Endstein. Entlang der Nordseite gibt es drei Steine und an der Südseite einen Stein der Außenmauern. Zwei große Deckenplatten liegen auf den vorderen Seitensteinpaaren.